# Gary (Indiana)
Gary – miasto w Stanach Zjednoczonych, w północno-zachodniej części stanu Indiana, w hrabstwie Lake, położone nad południowym brzegiem jeziora Michigan, na skraju obszaru metropolitalnego Chicago, ok. 40 km na wschód od jego centrum. Należy do amerykańskich miast z najwyższym odsetkiem osób czarnoskórych, gdzie ponad trzy czwarte mieszkańców to Afroamerykanie (podobnie jak w Detroit).

## Historia
Gary przylega do Parku Narodowego Indiana Dunes i znajduje się nad południowym krańcem jeziora Michigan. Miasto zostało nazwane nazwiskiem prawnika Elberta Henry’ego Gary’ego, który był prezesem założycielem United States Steel Corporation. Miasto znane jest z dużych hut oraz jako miejsce narodzin zespołu muzycznego The Jackson 5.
Kiedyś drugie co do wielkości miasto w Indianie, w spisie powszechnym w 2010 roku miasto liczyło 80 294 mieszkańców, co czyniło je dziewiątym co do wielkości miastem w stanie Indiana. Miasto od lat 20. do połowy lat 60. XX wieku dobrze prosperowało ze względu na kwitnący przemysł stalowy, ale zagraniczna konkurencja i restrukturyzacja przemysłu stalowego spowodowały jego upadek i poważną utratę miejsc pracy.
Od końca lat 60. XX wieku Gary doświadczyło drastycznego spadku liczby ludności. Według raportu Business Insider z 2019 roku liczba ludności spadła do 75 000 z czego tylko połowa pracuje, a 36% żyje w ubóstwie. Miasto boryka się z trudnościami, w tym z bezrobociem, rozpadającą się infrastrukturą oraz niskim poziomem umiejętności czytania, pisania i wykształcenia. Szacuje się, że prawie jedna trzecia wszystkich domów w mieście jest niezamieszkana lub opuszczona.

## Gospodarka
W mieście rozwinął się przemysł maszynowy, metalowy, chemiczny oraz hutniczy.

## Demografia
Według danych pięcioletnich z 2022 roku, 77,6% mieszkańców stanowili czarni lub Afroamerykanie, 9,7% identyfikowało się jako biali niebędący Latynosami, 9,4% Latynosi, 6,4% było rasy mieszanej, 0,26% miało pochodzenie azjatyckie i 0,11% to rdzenni Amerykanie. Zaledwie 1,9% mieszkańców urodziło się poza granicami Stanów Zjednoczonych.
Średni dochód gospodarstwa domowego (dane z 2022) w Gary wynosi 36 874 dolarów, zaś dochód na mieszkańca 20 954 dolarów. 32,2% mieszkańców żyje poniżej relatywnej granicy ubóstwa.

## Ludzie związani z miastem Gary
- 1913 urodził się Tony Zale (Antoni Florian Załęski), bokser, mistrz świata w wadze średniej
- 1915 urodził się Paul Samuelson, ekonomista, noblista z 1970 roku
- 1921 urodził się Barney Liddell, puzonista
- 1924 urodził się William Horace Marshall, aktor i śpiewak operowy
- 1926 urodził się James McCracken, śpiewak operowy
- 1928 urodził się Frank Borman, astronauta
- 1943 urodził się Joseph E. Stiglitz, ekonomista, laureat Nagrody Nobla w 2001 roku
- 1944 urodził się William Albright, kompozytor, pianista, organista
- 1949 urodził się Ernest Thomas, aktor
- 1954 urodził się Jermaine Jackson, piosenkarz
- 1958 urodził się Michael Jackson, tancerz, wokalista, producent
- 1960 urodziła się Kym Mazelle, piosenkarka soulowa, dance i house
- 1966 urodziła się Janet Jackson, piosenkarka, tancerka, producentka i aktorka
- 1971 urodził się Jesse Powell, piosenkarz soulowy
- 1982 urodził się Freddie Gibbs, raper
- Robert Rhymes, muzyk jazzowy, saksofonista
- Jevetta Steele, piosenkarka gospel
- Deniece Williams, piosenkarka popowa, soulowa, gospel, dance
- Muzyczna rodzina Jacksonów